# Gaidropsarus biscayensis
La motella di fondale o motella occhi grandi (Gaidropsarus biscayensis) è un pesce di mare della famiglia Lotidae dell'ordine Gadiformes.

## Distribuzione ed habitat
Questa specie è diffusa nell'Oceano Atlantico orientale tra la Mauritania ed il golfo di Guascogna oltre che nel mar Mediterraneo, con eccezione dei settori sudorientali. Non è rara nei mari italiani.

Vive su fondi fangosi a profondità maggiori degli altri due Gaidropsarus mediterranei, tra circa 200 e 600 metri.

## Descrizione
Assai simile alla motella ed alla motella maculata, con corpo allungato ed assai sottile e compresso lateralmente ma ha occhi più grandi. Ha tre barbigli, uno sotto il mento e due presso le narici. Sono presenti due denti acuminati a forma di zanna sulla mascella ed alcuni più corti sulla mandibola, carattere che la differenzia dalle altre due specie.

Il colore è grigiastro o brunastro, sempre chiaro, con delle macchie scure su fianchi e dorso.

Le dimensioni non superano i 20 cm ma mediamente gli esemplari misurano la metà o meno. Gli esemplari più grandi si incontrano nel mar Adriatico.

## Riproduzione
Avviene in inverno.

## Pesca
Non abbocca mai agli ami e si cattura soltanto con le reti a strascico. Non ha alcun valore commerciale.